# Heather Sears
Heather Christine Sears (* 28. September 1935 in London; † 3. Januar 1994 in Hinchley Wood, Surrey) war eine britische Schauspielerin.

## Leben

### Ausbildung und erste Filmrollen
Heather Sears wurde 1935 im Londoner Stadtteil Whitechapel geboren. Ihre zwei Jahre ältere Schwester Ann Sears (1933–1992) war ebenfalls als Schauspielerin tätig. Vom Typ her mit Claire Bloom und der jungen Mary Ure verglichen, besuchte Sears als Jugendliche die Central School of Speech and Drama in ihrer Heimatstadt. Gleichzeitig fand sie Zugang zum Pariser Intellektuellen-Zirkel um Pablo Picasso, Albert Camus und Arthur Koestler und zählte dort die bekannte französische Aktrice Simone Signoret zu ihren Freunden. Noch vor Ende ihrer Ausbildung erhielt sie auf Vermittlung des Filmproduzenten Jack Clayton, ein Freund und Mentor, der sie während ihrer gesamten Filmkarriere über begleiten sollte, einen Filmvertrag über sieben Jahre. Dieser sicherte ihr sechs Monate im Jahr Freiraum für die Arbeit am Theater und das Fernsehen zu. Nach Abschluss der Schauspielschule war Sears ab 1955 am Repertoire-Theater in Windsor tätig. Ein Jahr später feierte sie ihr Spielfilmdebüt mit einer kleinen Nebenrolle in Michael Trumans Komödie Meine bessere Hälfte (1955), ehe der Part als naive Susan in Maurice Elveys Komödie Dry Rot (1956) folgte.
Noch nicht einmal 22 Jahre alt gab Sears 1957 ihr Debüt auf der Londoner Theaterbühne und übernahm von Mary Ure den Part der Alison in John Osbornes Blick zurück im Zorn neben Alan Bates und Richard Pasco. Den internationalen Durchbruch als Filmschauspielerin ebnete ihr im selben Jahr David Millers Esther Costello. In der Verfilmung eines Romans von Nicholas Monsarrat ist Sears in der Titelrolle eines Mädchens aus Irland zu sehen, das durch einen traumatischen Unfall in der Kindheit Augenlicht, Gehör und Sprache verloren hat. Von einer reichen Dame der US-amerikanischen Gesellschaft (gespielt von Joan Crawford) adoptiert und aufgezogen, wird sie von schamlosen Managern gesellschaftlicher Wohltätigkeit missbraucht und dient als Aushängeschild für ihre schnöden Geschäfte. Das Melodram war internationaler Erfolg bei Kritikern beschieden, die vor allem Sears Darstellerleistung heraushoben. Die New York Times feierte die 1,60 m große Schauspielerin für ihr „begeisterndes, gefälliges, lebhaftes Gesicht“, während das Branchenblatt Variety von einem „beachtenswerten“ Filmdebüt sprach. Ein Jahr später erhielt Sears eine Nominierung für den Golden Globe und wurde mit dem Preis der British Film Academy als beste britische Darstellerin ausgezeichnet.

### Weitere Arbeit im Theater und Film
Nach diesem Erfolg nahm Sears bis Mitte der 1960er-Jahre abwechselnd Engagements für das Theater und den Film wahr. In London spielte sie am Royal Court Theatre erneut mit Alan Bates und Richard Pasco in Jean Giraudoux’ L'Apollon de Bellac, erschien unter der Regie von John Dexter in Michael Hastings Yes und trat am Lyric Hammersmith mit Julien Greens homoerotischen Stück Die Sterne des Südens auf. Auf der Kinoleinwand buhlte sie als naive Erbin in Jack Claytons Melodram Der Weg nach oben (1959) gemeinsam mit Simone Signoret um die Gunst von Laurence Harvey. Ein Jahr später setzte Clayton sie in seiner preisgekrönten D.-H.-Lawrence-Adaption Söhne und Liebhaber (1960) als intellektuelles Liebchen von Dean Stockwell in Szene. Nach der weiblichen Hauptrolle der Christine in der Hammer-Produktion Das Rätsel der unheimlichen Maske (1962), eine Verfilmung von Gaston Leroux’ populären Schauerroman Das Phantom der Oper, zog sich Sears nach und nach aus dem Filmgeschäft zurück. 
Sears widmete sich in den nächsten Jahren hauptsächlich dem Familienleben, unterbrochen von einigen Arbeiten für das Fernsehen und zwei Theaterauftritten: der umjubelte Part als Grusche in Bertolt Brechts Der kaukasische Kreidekreis auf dem Theaterfestival von Chichester (1969) und ein Engagement für Alan Ayckbourns Lustspiel Die bessere Hälfte im Londoner West End. Erst in den 1970er-Jahren trat sie wieder verstärkt im provinziellen Repertoire-Theater in Erscheinung. Sears neue Wirkungsstätte wurde das Haymarket Theatre in Leicester, wo sie sowohl Titelrollen in klassischen Stücken von Sophokles (Antigone und Elektra), Shakespeare, Goldsmith, Dostojewski, Ibsen (Hedda Gabler) und Strindberg (Fräulein Julie), als auch moderneren Stoffen von Brecht (Der kaukasische Kreidekreis), Ayckbourn (Die bessere Hälfte), Rattigan und Pinter übernahm. Auch ging sie mit der One-Woman-Show Virginia Woolf in englischsprachigen Ländern auf Tournee.
Von 1958 bis zu seinem Tod im Jahr 1991 war Heather Sears mit dem Schriftsteller Tony Masters (anderen Quellen zufolge Szenenbildner) verheiratet. Aus der Ehe gingen drei gemeinsame Söhne hervor. Sears verstarb 1994 nach langer Krankheit im Alter von 58 Jahren.

## Filmografie (Auswahl)
- 1955: Meine bessere Hälfte (Touch and Go)
- 1956: Dry Rot
- 1957: Esther Costello (The Story of Esther Costello)
- 1959: Der Weg nach oben (Room at the Top)
- 1959: Zur Hölle mit Sydney (Siege of Pinchgut)
- 1960: Söhne und Liebhaber (Sons and Lovers)
- 1962: Das Rätsel der unheimlichen Maske (The Phantom of the Opera)
- 1964: Das Grauen auf Black Torment (Black Torment)
- 1964: Saturday Night Out

## Auszeichnungen
- 1958: British Film Academy Award für Esther Costello (Beste britische Darstellerin)
- 1958: Golden-Globe-Nominierung für Esther Costello (Beste Nebendarstellerin)